# San Saba (Texas)
Pour les articles homonymes, voir San Saba (homonymie).
La ville de San Saba est le siège du comté de San Saba, dans l’État du Texas, aux États-Unis. Elle comptait 3 099 habitants lors du recensement de 2010.

## Personnalité liée à la ville
L’acteur Tommy Lee Jones est né à San Saba le 15 septembre 1946.

## Source
- (en) Cet article est partiellement ou en totalité issu de l’article de Wikipédia en anglais intitulé « San Saba, Texas » (voir la liste des auteurs).